# Surianto
Surianto (Plantage Johannesburg, 23 december 1937 — Paramaribo, 17 maart 2006) was een Surinaams-Javaans dichter en musicus. Surianto was het pseudoniem van Ramin Jozef Hardjoprajitno.

## Biografie
Hij werd geboren op de Désa Lasmborek, oftewel de Plantage Johannesburg aan de rechteroever van de Commewijnerivier. Surianto's vader was geboren in Pekalongan op Midden-Java en behoorde tot de voorlaatste groep Javaanse immigranten. Surianto's grootouders van moederszijde waren al eerder naar Suriname gekomen. Op vierjarige leeftijd ging Ramin naar Paramaribo. Hij volgde het MULO, later een Middelbare Ambtenarenopleiding aan de Universiteit van Suriname en een Correspondence Course van de New Yorkse United States School of Music met als hoofdvak viool. Vijftien jaar leidde hij de dansorkesten Suara Istana en Irama Asli, aan huis gaf hij muzieklessen en hij speelde eerste klarinet in harmonieorkest De Trekkers. Hij was werkzaam in verschillende administratieve banen, vervulde verschillende functies in het verenigingsleven en verzorgde radioprogramma’s. 
Zijn eerste gedicht verscheen in maart 1984 in het tijdschrift Cikal; het heette `Penriman', Dankbaarheid. Hardjoprajitno koos als pseudoniem Surianto, een samentrekking van de woorden surya, dat in het Javaans `zon' betekent, en ianto, dat komt van ontong, bloem en vruchtbeginsel van de pisangboom. Later verscheen zijn werk in de bladen Riwayat en AZ Nieuws, in het Indonesische blad Mekar sari, de Suriname-nummers van Deus ex Machina (1987), Preludium (1988) en De Gids (1990), en in De Ware Tijd Literair.
In zijn poëzie schreef Surianto over alles wat het leven van de Surinaams Javanen aangaat, om te beginnen de historische wortels in Indonesië en het bestaan als contractmigrant in Suriname. Met zijn poëzie wilde Surianto zich teweerstellen tegen de teloorgang van de Javaanse cultuur in Suriname. Zijn debuutbundel Aruming melathi (De geur van melatie) (1986) was de eerste Surinaamse bundel met niet-orale poëzie in het Javaans, voorzien van Nederlandse vertalingen van de hand van de dichter zelf, naast veertien geheel Nederlandstalige gedichten. De taal die Surianto hanteert is een vermenging van Surinaams-Javaans met het Javaans dat gesproken wordt in Midden- en Oost-Java. In zijn eerste bundel betoonde hij zich sterk schatplichtig aan Shrinivási. Zijn tweede bundel, Tetesing bun adi (Edele dauwdruppels), verscheen bij het eeuwfeest van de Javaanse immigratie in 1990. Zijn derde bundel, Reruntungan/Hand in hand, bevatte slechts negen gedichten en werd door het Erasmus Taalcentrum in Jakarta uitgebracht als eindejaarsgeschenk 2000/2001. Zijn vierde bundel Wis mbalik ombak (Het roer omgegooid) (2002) was veel sterker dan voorheen politiek gekleurd, met strijdgedichten; hij was opgedragen aan Paul Somohardjo, politiek leider van de partij Pertjajah Luhur. In 2002 bracht Surianto een cd uit met zijn gedichten onder de titel Sabar/Geduld.
Hij overleed na een ziekte op 17 maart 2006.

## Over Surianto
- Een portret in beeld en tekst van Surianto is opgenomen in: Michel Szulc-Krzyzanowski (fotografie) & Michiel van Kempen (tekst), Woorden die diep wortelen. Tien vertellers en schrijvers uit Suriname. Amsterdam: Voetnoot, 1992, pp. 217-237.
- Michiel van Kempen, Een geschiedenis van de Surinaamse literatuur. Breda: De Geus, 2003, deel II, pp. 1073-1075.
- Michiel van Kempen, 'In Memoriam Surianto (1937-2006)'. In: Oso, Tijdschrift voor Surinamistiek, 25 (2006), nr. 2, pp. 173-175.